# Dragoș Nosievici
Dragoș Nosievici (6 gennaio 1938 – Leverkusen, 11 luglio 2014) è stato un cestista e allenatore di pallacanestro rumeno.

## Carriera
Con la Romania ha disputato sei edizioni dei Campionati europei (1959, 1961, 1963, 1965, 1967, 1969).

## Palmarès

### Giocatore
- Campionato rumeno: 4

Steaua Bucarest: 1962-63, 1963-64, 1965-66, 1966-67
- Coppa di Romania: 1

Steaua Bucarest: 1965-66
- Campionato lussemburghese: 1

Amicale Steesel: 1970-71
- Coppa del Lussemburgo: 1

Amicale Steesel: 1970-71

### Allenatore
- Campionato lussemburghese: 1

Amicale Steesel: 1972-73